# Heguri
Heguri (平群町?) è una cittadina giapponese della prefettura di Nara.